# 2009年度電視節目欣賞指數調查
2009年度電視節目欣賞指數調查，本年度的頒獎禮已停辦。

## 結果

### 最佳電視節目
- 第一位：　巾幗梟雄（無綫電視）
- 第二位：　2008世界變格大事回顧（香港電台）
- 第三位：　2008大事回顧（香港電台）
- 第四位：　2009世界大事回顧（香港電台）
- 第五位：　星期二／日檔案（無綫電視）
- 第六位：　2009香港政治大事回顧（香港電台）
- 第七位：　同心暖四川（香港電台）
- 第八位：　新聞透視（無綫電視）
- 第九位：　毒海浮生（香港電台）
- 第十位：　活着（無綫電視）
- 第十一位：醫生與你（香港電台）
- 第十二位：2009大事回顧系列（無綫電視）
- 第十三位：天下父母心（香港電台）
- 第十四位：汶川地震一周年（無綫電視）
- 第十五位：海底漫遊（香港電台）
- 第十六位：霎時感動（無綫電視）
- 第十七位：海關故事（香港電台）
- 第十八位：回首2008 – 全球風雲（亞洲電視）
- 第十九位：由1967開始（無綫電視）
- 第二十位：非常平等任務（香港電台）

### 新聞財經報道節目整體欣賞指數
- 第一位：有線電視
- 第二位：無綫電視
- 第三位：亞洲電視
- 第四位：now寬頻電視
- 第五位：香港寬頻bbTV

### 全年最高平均欣賞指數大獎
- 香港電台

## 外部連結
- 2009年度電視節目欣賞指數調查官方網頁（页面存档备份，存于）